# Praia do Ervino
A praia do Ervino é uma das praias localizadas no município de São Francisco do Sul, no estado brasileiro de Santa Catarina, situada ao canto direito da Praia Grande. Esta praia é pouco utilizada pelos veranistas, sendo um local mais isolado e com pouca infraestrutura. Apesar disso, recebe muitos adeptos ao surfe e à pesca, visto que se localiza em mar aberto.